# Parti togolais du progrès
 (mars 2024).
Le Parti togolais du progrès (PTP) fut un parti politique togolais fondé par Nicolas Grunitzky, Pedro Olympio et Dermane Ayéva.
Modéré dans la lutte pour l'indépendance, le PTP et son allié l'Union des chefs et populations du nord (UCPN) remportèrent les élections de 1956 et formèrent un gouvernement après la proclamation de l'autonomie du Togo. Le PTP et l'UCPN furent battus en 1958 aux élections générales par les partis nationalistes du Comité de l'unité togolaise et de JUVENTO (Justice, Union, Vigilance, Education, Nationalisme, Ténacité, Optimisme). Ces derniers proclament l'indépendance du Togo le 27 avril 1960. 
Le 13 janvier 1963, un coup d'État orchestré par les services secrets français et exécuté par le sergent Etienne Eyadéma Gnassingbé se traduit par l'assassinat du président Sylvanus Olympio. Les leaders du PTP et de l'UCPN sont appelés à former un nouveau gouvernement. Le 13 janvier 1967, le même Eyadéma (devenu lieutenant-colonel) opère un nouveau coup d'État et dissout tous les partis politiques. En 1969, le parti unique est proclamé et le Rassemblement du peuple togolais va instaurer une dictature ; en 1991 une forme imparfaite de multipartisme est cependant rétablie.
Les héritiers politiques du PTP se retrouvent principalement dans le Parti des démocrates pour le renouveau de Zarifou Ayéva même si ce dernier n'en revendique pas la filiation.